# Nāḩiyat al Ḩamrā'
Nāḩiyat al Ḩamrā' (arabiska: ناحية الحمراء) är ett subdistrikt i Syrien.   Det ligger i provinsen Hamah, i den centrala delen av landet, 230 km norr om huvudstaden Damaskus.
Omgivningarna runt Nāḩiyat al Ḩamrā' är i huvudsak ett öppet busklandskap. Runt Nāḩiyat al Ḩamrā' är det tätbefolkat, med 383 invånare per kvadratkilometer.